# TT87
La tombe thébaine TT 87 est située à Cheikh Abd el-Gournah, dans la nécropole thébaine, sur la rive ouest du Nil, face à Louxor en Égypte.
C'est la sépulture de Minnakht (Mnw-nḥt), superintendant du graindurant les règnes d'Hatchepsout et de Thoutmôsis III (XVIIIe dynastie).
Elle a été ensuite occupée par un inconnu entre le règne de Thoutmôsis IV et la fin de la XVIIIe dynastie, puis par un nommé Hr-m-ȝh-bj.t à la Basse époque.